# John Young
John Watts Young (24. september 1930 - 5. januar 2018) var en amerikansk astronaut. Young var en af 12 mennesker, som har sat fod på Månen, og han var en af tre, som er rejst til Månen 2 gange (de to andre er James Lovell og Eugene Cernan). 
John Young fløj som den første fra sit hold, men han var ved at miste sit job hos NASA efter sin første rumflyvning. På Gemini 3 havde han nemlig smuglet en sprængt oksekødssandwich med. Jordkontrollen var bekymret for, om krummerne blev indåndet eller kortsluttede instrumenterne.
Som kaptajn på Apollo 16 afprøvede han månejeepens evner i the Lunar Grand Prix og kom op på 18 km/t (det hurtigste køretøj på Månen ifølge Guinness Rekordbog). Efter at medastronauten Charlie Duke havde brugt 20-30 minutter på at bore et dybt hul til et varmeudstrømningseksperiment, snublede John Young i kablet og flåede trådene ud af stikket. Stikket kunne ikke repareres med astronauthandsker på, så instrumentet kunne ikke sende målingerne hjem til Jorden.
John Young var kaptajn på den første rumfærgemission STS-1 – Columbia. Normalt opsendes en ny bemandet rumfartøjstype ubemandet første gang, men rumfærgens jomfruflyvning var bemandet. Man havde ikke tidligere anvendt faststofraketter til bemandede rumfartøjer og genbrugsvarmeskjoldet bestående af 30.761 keramiske kakler var også uprøvet. På STS-1 mistede Columbia 16 kakler, og som medlem af den allerførste rumfærgeflyvning fik John Young Congressional Space Medal of Honor en måned efter jomfruflyvningen. De fleste modtagere af Congressional Space Medal of Honor har fået den posthumt efter at være omkommet i deres rumfartøjer. 
John Young er den første person der har været i rummet seks gange, hvilket skete den 28. november 1983 med STS-9 – Columbia med det første Spacelab.